# Teodozjusz (Kowernynski)
Teodozjusz, imię świeckie Jewfimij Pawłowicz Kowerninski (ur. 8 stycznia?/20 stycznia 1895 w Kożance, zm. 27 maja 1980 w Monasterze Pskowsko-Pieczerskim) – ukraiński biskup prawosławny.

## Życiorys
W 1916 ukończył seminarium duchowne w Kijowie. Po ukończeniu nauki przyjął święcenia kapłańskie. W 1923 był już protoprezbiterem. W wymienionym roku dołączył do ruchu Żywej Cerkwi. Działalność duszpasterską prowadził do 1937, gdy został uwięziony i skazany na dziesięć lat łagrów. Po rewizji wyroku został on skrócony do pięciu lat. Duchowny odbył całość kary. W 1945 złożył akt pokutny i został ponownie przyjęty do Rosyjskiego Kościoła Prawosławnego. Powierzono mu następnie funkcję dziekana parafii w anektowanej w 1944 Bukowinie północnej. 22 lutego 1945 ks. Kowernynski złożył wieczyste śluby mnisze, przyjmując imię Teodozjusz. Otrzymał następnie godność archimandryty i w trzy dni później został wyświęcony na biskupa czerniowieckiego i bukowińskiego. W ceremonii jako konsekratorzy wzięli udział metropolita kijowski i halicki Jan, biskup wołyński Mikołaj oraz biskup żytomierski i owrucki Antoni. Po dwóch latach został przeniesiony na katedrę kirowohradzką i nikołajewską. W 1949 przeniesiony w stan spoczynku. W 1953 wyznaczony na biskupa archangielskiego i chołmogorskiego, kierował eparchią do 1956, gdy z powodu choroby odszedł w stan spoczynku. Zamieszkiwał odtąd w Monasterze Pskowsko-Pieczerskim. Tam też zmarł w 1980.